# 松原俊太郎
松原 俊太郎（まつばら しゅんたろう、1988年 - ）は熊本県熊本市出身の劇作家、小説家。
自身の主宰劇団を持たず個人で戯曲を執筆し、演出を自ら行わない「純粋劇作家」である。三浦基が主宰する京都市の劇団「地点」が上演することが多いが同劇団のメンバーではない。

## 経歴
神戸大学経済学部卒。サミュエル・ベケットやジェイムズ・ジョイスの作品との出会いにより小説を書き始める。一方で演劇にはそれほど関心がなかったが、地点がベルトルト・ブレヒト作の海外戯曲『ファッツァー』を上演するにあたり、バンドの空間現代を音楽担当に起用したことに興味を抱き観劇、その後、地点が実施していた演劇鑑賞者開拓の試み「カルチベート・プログラム」に参加する。この中では指定作品の鑑賞後にエッセイを書くという課題が出されたが、松原が提出した文章を主宰の三浦が気に入り、地点が2015年にアントン・チェーホフ作『三人姉妹』を上演する際に声掛けされる。
2015年に初戯曲『みちゆき』で第15回AAF戯曲賞大賞を受賞し2016年には地点により上演。2019年には『山山』で第63回岸田國士戯曲賞を受賞。

## 作品

### 戯曲
- みちゆき（2016年（上演）、地点）
- 忘れる日本人（2017年、地点）
- 正面に気をつけろ（2018年、地点）
- おじさんと海に行く話（2018年、荒木優光）
- 山山（2018年、地点）
- カオラマ[9]（2017年－2019年）
- ささやかなさ（2019年、2021年、小野彩加 中澤陽 スペースノットブランク、『悲劇喜劇』2020年9月号掲載）
- メモリアル（2019年、文学座）
- 君の庭（2020年、地点、『群像』2020年10月号掲載）
- 光の中のアリス（2020年、2024年、小野彩加 中澤陽 スペースノットブランク、『早稲田文学』2021年春号掲載）
- ミライハ（2021年、穂の国とよはし芸術劇場PLAT「高校生と創る演劇」、演出：小野彩加 中澤陽 スペースノットブランク）
- 再生数（2022年、KYOTO EXPERIMENT、小野彩加 中澤陽 スペースノットブランク、『悲劇喜劇』2023年3月号掲載）
- ダンスダンスレボリューションズ（2023年、京都芸術センター、2024年、豊岡演劇祭2024フリンジ、松原俊太郎、小野彩加 中澤陽 スペースノットブランク）

### 小説
- またのために（『悲劇喜劇』2018年1月号掲載）[1]
- ほんとうのこといって（『群像』2020年4月号掲載）
- イヌに捧ぐ（2020年、『ことばと』vol.2掲載）
- いえいえ（2022年、『早稲田文学増刊号 家族』掲載）